# Das Zauberkorn
Das Zauberkorn (Originaltitel: Волшебное зерно, Wolschebnoje serno) ist ein sowjetischer Märchenfilm unter der Regie von Walentin Kadotschnikow und Fjodor Filippow aus dem Jahr 1942. In Deutschland erschien der Film fünf Jahre später, am 19. Dezember 1947.

## Handlung
Die Geschwister Andrejka und Marijka leben in einer halb zerfallenen Hütte bei ihrer Tante Olga. Diese ist so arm, dass das einzige verbliebene Stück Zucker nur noch zum Anschauen dient, da sie sich keinen neuen Zucker kaufen kann. Eine einzelne Elster, die sich auf das durchlöcherte Dach setzt, reicht aus, um das Haus zum Einsturz zu bringen. Während die Tante die Elster jagt, nutzen die Kinder die Gelegenheit, das süße Stück zu vernaschen. Als Tante Olga das entdeckt, will sie die Geschwister strafen, die deshalb aus der kaputten Hütte rennen, die dann völlig zusammenbricht. Im Freien sehen sie einen singenden kräftigen jungen Mann kommen, der ihnen erklärt, dass er von allen nur der Meister genannt wird, weil er ein Freund aller guten Menschen ist. Nun können Andrejka und Marijka ihre Wünsche äußern, die aus einer großen Menge Zucker und einem neuen Häuschen bestehen, wobei das letzte der Wunsch der Tante ist. Der Meister holt aus seinem Sack eine wunderschöne Schatulle hervor, in der sich ein Samenkorn befindet. Als die Kleinen enttäuscht schauen, erklärt er ihnen, dass es sich hier um ein Zauberkorn handelt und erzählt dessen Geschichte.
Ursprünglich waren es zwei Körner, die sich ähnelten, wie ein Ei dem anderen und zu zweit wären sie in der Lage gewesen, die Menschen der ganzen Welt satt zu machen. Eines Tages verschwanden aber die Körner und trotz intensiver Suche konnten sie nicht gefunden werden, bis der Meister eins von beiden entdeckte. Das will er jetzt den Geschwistern schenken, sodass sie keine Not mehr leiden müssen, wenn sie es unter die Erde bringen und sorgsam pflegen. Auf Nachfrage erklärt der Meister, dass das zweite Korn in die Hände von Karamor gefallen ist, welches das böseste und widerlichste Wesen auf der Welt ist, das nichts Gutes für die Menschen will. Das Korn bewahrt der Böse in einem Schrein auf und hütet es wie seinen Augapfel, weil er weiß, wenn es ihm jemand wegnimmt, muss er sterben. Wenn er aber erfährt, dass die beiden Kinder eins der beiden Körner besitzen, wird er auf jeden Fall versuchen, es ihnen wegzunehmen. Das alles hat die Elster mitgehört und fliegt jetzt zu Karamor, um ihm das alles zu erzählen. Bevor der Meister geht, bekommt Andrejka noch ein Pfeifchen von ihm, auf dem man eine Melodie blasen kann, wenn man in großer Not ist und alles wird sich zum Guten wenden. Außerdem bekommen die Kinder noch den Rat, den Doktor Allwissend aufzusuchen, der auf dem höchsten Gipfel der Erde wohnt und der ihnen weiterhelfen wird.
Während sich Andrejka und Marijka auf den Weg zum Doktor Allwissend machen, erwacht Karamor in seinem Reich aus einem für ihn fürchterlichen Traum, den er seinem Diener Schnupperich erzählt. Demnach haben Menschenhände sein Samenkorn gestohlen, die Gefangenen befreit und auf ihn eingeschlagen, weshalb Schnupperich den Auftrag erhält, im Reich nach dem Rechten zu sehen. Ein Blick Karamors in seinen Zauberspiegel verrät ihm, dass Menschen im Besitz eines Zauberkorns sind, weshalb er sofort seinen Schrein überprüft, doch sein Zauberkorn liegt unangetastet darin. In diesem Moment erscheint die Elster am Fenster und erzählt ihm die Geschichte von dem zweiten Korn und Karamor beschließt umgehend, dieses zu vernichten. Dafür ruft er seine Armee von Langnasen zusammen und beauftragt sie das Korn in der ganzen Welt zu suchen.
Inzwischen sind die Kinder bei Doktor Allwissend eingetroffen, der aber nicht mit Menschen von der Erde sprechen will. Erst als er das Zauberkorn, welches er für ein normales Samenkorn hält, entdeckt, wird seine Neugier angeregt. Die Geschwister erklären ihm, dass sie seine Hilfe benötigen, um das Korn in die Erde zu bringen, jedoch gibt der Doktor vor, dafür keine Zeit zu haben, denn er muss den Planeten finden, auf dem es keinen Kummer, kein Leid und keine Not gibt. Als er jedoch hört, dass Karamor in dieser Geschichte seine Finger mit im Spiel hat, erklärt er sich sofort bereit zu helfen. Gemeinsam bringen sie das Korn in die Erde, werden dabei aber von den Langnasen beobachtet. Die Pflanze wächst und gedeiht, aber während die Kinder Wasser zum Gießen holen, fressen die Langnasen die Blätter der Pflanze an. Andrejka und Marijka entdecken die Verursacher des Schadens und töten einen Teil von ihnen. Da Karamor mit seinem Heer aus Langnasen nicht mehr zufrieden ist, beauftragt er Schnupperich, den Keimling zu vernichten.
Andrejka macht sich nun auf den Weg Karamor zu töten, während seine Schwester weiterhin auf die Pflanze aufpassen soll. Ihr Bruder ruft mit der Pfeife den Sturm, der ihm helfen soll, Karamor zu finden. Während des Fluges hört der Junge Hilferufe von der Erde und er verlässt den Sturm um den Rufer zu retten. Es ist Schnupperich, der in einem Teich am Ertrinken ist und rettet diesen. Anschließend erzählt er ihm von der Zauberpfeife, die er benötigt, um Karamor zu töten und zeigt ihm den Weg zu der Stelle, wo das Korn unter die Erde gebracht wurde. Hier versucht Schnupperich auf vielfältige Art und Weise, die inzwischen prächtig gewachsene Rübe zu vernichten. Vorher findet er noch eine Möglichkeit, seinen Herrscher über das Vorhaben des Jungen zu informieren, nachdem er diesem den Weg zu ihm erklärt hat. Dort angekommen bittet Andrejka Karamor, den er nicht erkennt, ihm behilflich zu sein, denn er ist gekommen, um das böse Wesen zu töten. Doch dem gelingt es, mit einigen Tricks den Jungen zu fesseln und ihm die Zauberpfeife wegzunehmen. Aber Karamor hat einen kleinen schwarzhäutigen Jungen zu seinem Knecht gemacht, den er bei jeder Gelegenheit quält. Dieser hat von der Kraft der Pfeife gehört und kann diese dem schlafenden Karamor wieder entwenden. Damit geht er zu Andrejka und kann diesen von den Ketten befreien, indem er in die Pfeife bläst. Als sie das Korn aus dem Schrein holen wollen, ist das Scheusal bereits da und verschluckt das Korn. Damit er keinen Schaden mehr anrichten kann, wird er von den beiden Jungen in dem Schrein eingesperrt und nachdem sie sich bereits auf den Weg zu Tante Olga befinden, fällt das ganze Reich Karamors in sich zusammen und tötet ihn.
Doktor Allwissend sieht in seinem Fernglas, dass sich Andrejka wieder auf dem Heimweg befindet. Schnupperich unternimmt deshalb einen erneuten Versuch, die Pflanze zu vernichten, wird aber von deren Beschützern entdeckt und festgehalten. Der inzwischen wieder vorbeikommende Meister verzaubert ihn in eine Ratte, die von der Katze der Tante gefressen wird. Dann wird die Rübe geerntet und zerschlagen und zum Vorschein kommen unzählige Kugeln, in denen sich wiederum Körner befinden. Der Meister erklärt, dass jedes Korn einen Wunsch erfüllt, wenn es auf dem Boden aufschlägt. Und so erhalten Tante Olga ihr neues Häuschen und die Kinder ihren Zucker. Der Meister will nun in die Welt ziehen und mit den restlichen Körnern allen Menschen helfen, die es nötig haben, wobei ihm die Geschwister Andrejka und Marijka helfen wollen. Auch der Doktor Allwissend ist jetzt zufrieden, denn er hat den Planeten gefunden, auf dem es keinen Kummer, kein Leid und keine Not mehr gibt.

## Produktion und Veröffentlichung
Der Schwarzweißfilm hatte am 10. April 1942 unter dem Titel Волшебное зерно (Wolschebnoje serno) in der Sowjetunion Premiere.
Das Zauberkorn wurde am 13. Februar 1948 in der Ankündigung des Kinos Odeon in Berlin-Pankow, Berliner Straße 53/54 in Deutschland das erste Mal erwähnt. Am 14. Mai 1948 fand die österreichische Uraufführung im Wiener Scala Kino statt. Die erste Ausstrahlung im deutschen Fernsehen erfolgte am 26. August 1954 aus dem Fernsehzentrum Berlin in Berlin-Adlershof.

## Kritik
Das Lexikon des internationalen Films schreibt, dass es sich bei dem Film um einen einfallsreichen und kindgerechten Märchenfilm handelt, der leider nachlässig synchronisiert wurde.

## Synchronisation
| Rolle                  | Darsteller           | Synchronsprecher        |
| ---------------------- | -------------------- | ----------------------- |
| Andrejka               | Wladimir Tumalarjanz | Karl-Heinz Schenk       |
| Marijka                | Nina Sawarowa        | Renate Heuser           |
| Dr. Allwissend         | Wladimir Gribkow     | C.W. Burg               |
| Der Meister            | Iwan Perewersew      | Axel Monjé              |
| Tante Olga (Katherina) | Galina Kirejeweskaja | Lilli Schönborn-Anspach |
| Schwarzer Junge        | Oleg Bant            | Alfons Schröder         |
| Karamor (Kara-Mor)     | Alexei Kelberer      | Karl Hannemann          |
| Schnupperich           | Sergei Martinson     | Karl Meixner            |